# 帕伊蒂姆·卡萨米
帕伊蒂姆·卡萨米（Pajtim Kasami，1992年6月2日—）是一名阿尔巴尼亚裔瑞士足球运动员，司职中场。

## 俱乐部生涯

### 早期生涯
2003年，卡萨米开始在瑞士球队温特图尔接受专业足球训练。2006年，他前往苏黎世草蜢青年队，并在2008年短期在英超球队利物浦训练。2009年2月2日，意甲球队拉齐奥宣布签入卡萨米。但卡萨米只能在预备队训练，在2009/10赛季初期，他不告而别，离开拉齐奥队。

### 贝林佐纳
2009年12月，卡萨米回到瑞士，加盟贝林佐纳，他和贝林佐纳签约至2011年。2010年3月，瑞士足球协会裁定卡萨米自由转会的合同有效，因为之前拉齐奥没有支付球员培养金给苏黎世草蜢，无法让他在青年队或者是成年队比赛中出场，他和拉齐奥的合同也因此终结。卡萨米在裁决不久之后即代表贝林佐纳在联赛中出场，正式开始职业足球生涯。

### 巴勒莫
2010年6月7日，意甲球队巴勒莫宣布和卡萨米签约五年。虽然只有18岁，但他很快就得到出场机会，在巴勒莫和马里博尔的2010/11賽季歐洲聯賽附加赛第一回合替补登场。8月30日，他在巴勒莫主场0比0战平卡利亚里的联赛中打满90分钟，这是他首次在意甲联赛亮相。在2010/11赛季，卡萨米总共代表巴勒莫出场24次，其中意甲联赛14次，欧洲联赛8次，意大利杯2次。

### 富勒姆
2011年夏季转会中，英超球队富勒姆对卡萨米提出320万英镑的报价，结果被巴勒莫拒绝。在提高报价后，2011年7月25日，富勒姆宣布正式和卡萨米签约四年，具体转会金额不详，有报道称大约为350万英镑。富勒姆主帅很满意这次转会操作，他认为卡萨米是一名具有非常高潜力的年轻球员。卡萨米在2011/12賽季歐洲聯賽外围赛第三轮富勒姆客场0比0平斯普利特的末段出场，第一次代表富勒姆参加正式比赛。他的第一次首发则是在8月19日主场3比0击败第聂伯罗的歐洲聯賽附加赛，他上场88分钟，并参与制造了富勒姆的全部3个进球。

### 琉森 (借用)
2013年2月15日, 瑞士足球超級聯賽球隊從富勒姆借用卡萨米至2012/13球季完結。

## 国际比赛生涯
2009年，卡萨米曾被召入瑞士U17参加2009年U17世界盃足球賽，瑞士U17国家队在这次杯赛中获得冠军。在贝林佐纳队踢球期间，他首次入选瑞士U21国家队，并在2010年5月30日和格鲁吉亚U21国家队的比赛中首次出场。

## 荣誉
- U17世界盃足球賽：2009